# Уница (приток Осетра)
Уница — река в Московской области России, правый приток Осетра.
Длина — 13 км, площадь водосборного бассейна — 51,2 км². Исток реки находится в 12 км к юго-западу от Луховиц.
Впадает в реку Осётр на 28 км от её устья, в 2 км ниже села Протекино. В верховьях реки находится пруд. Река в основном течёт через лиственные леса.
Долина реки Уницы является охраняемой природной территорией в Московской области.